# Арефьева (деревня)
Арефьева — деревня в Кудымкарском районе Пермского края. Входит в состав Егвинского сельского поселения. Располагается севернее от города Кудымкара. Расстояние до районного центра составляет 26 км. По данным Всероссийской переписи населения 2010 года, в деревне проживало 26 человек (13 мужчин и 13 женщин).

## История
По данным на 1 июля 1963 года, в деревне проживал 31 человек. Населённый пункт входил в состав Алековского сельсовета.